# Mikołaj Szpot

Herb Szpotów

Mikołaj Szpot z Krajowa (zm. 1518) – herbu Łabędź. Od 1503 roku kasztelan gdański, w latach 1512–1518 wojewoda pomorski. Był też starostą sztumskim (1503–1509), straszewskim (1503–1512), starogardzkim (1509–1510), dzierzgońskim (1512) i nowskim (1512–1518). 1511 – skarbnik zamku w Malborku.
Mikołaj Szpot pochodził z rodu Szpotów – bocznej gałęzi rodu Duninów. Synem Mikołaja był Achacy Szpot, który po ojcu objął starostwo nowskie.